# Церква Різдва Пресвятої Богородиці (Ступки)
Церква Різдва Пресвятої Богородиці в Ступках — парафія і храм греко-католицької громади Великобірківського деканату Тернопільсько-Зборівської архієпархії Української греко-католицької церкви в селі Ступки Тернопільського району Тернопільської области.
Оголошена пам'яткою архітектури місцевого значення.

## Історія церкви
Парафія утворена у 1842 році. Храм збудували в 1899 році за проєктом та під керівництвом архітектора Йосифа Лісовського з Тернополя. Значну фінансову підтримку надали Кароль Віспявський, парафіяни сіл Ступки та Романівки, а також імператор Франц Йосиф І.
Іконостас придбали в селі Солотвино у 1908 році, а у 1937 році маляр Михаїл Чуйко зі Львова виконав розпис церкви. Храм освятив о. Григорій Чубатий 21 вересня 1900 року.
Період переслідувань та відродження
З 1899 до 1946 року храм належав до УГКЦ. У 1962 році державна влада закрила його, і до 1989 року він використовувався як склад для обласної друкарні. У 1990 році парафія повернулася в лоно УГКЦ. Реставрацію храму проводив художник-реставратор Зеновій Крок зі Львова у 1997—1999 роках.
У 1992 році парафію відвідав єпископ Михаїл Сабрига. При парафії діють спільноти «Матері в молитві», братство «Апостольство молитви» та Вівтарна дружина. На території парафії встановлено хрест на честь 1000-ліття Хрещення України-Руси і фігуру на честь скасування панщини.

## Парохи
- о. Григорій Чубатий (1871—1932),
- о. Василь Подолянчук (1926—1932),
- о. Любомир Головацький (1932—1933),
- о. Володимир Ратич (1933—1944),
- о. Михайло Рокіцький (1945—1962),
- о. Григорій Галайко,
- о. Антон Мишко,
- о. Іван Козій,
- о. Тарас Шмичнік,
- о. Василь Деркач,
- о. Олег Леськів,
- о. Андрій Марчук (з 2013).